# Franciaország az 1988. évi téli olimpiai játékokon
Franciaország a kanadai Calgaryban megrendezett 1988. évi téli olimpiai játékok egyik részt vevő nemzete volt. Az országot az olimpián 9 sportágban 68 sportoló képviselte, akik összesen 2 érmet szereztek.

## Érmesek
| Érem  | Versenyző      | Sportág  | Versenyszám                  |
| ----- | -------------- | -------- | ---------------------------- |
| Arany | Franck Piccard | Alpesisí | Férfi szuperóriás-műlesiklás |
| Bronz | Franck Piccard | Alpesisí | Férfi lesiklás               |

## Alpesisí
Férfi
| Versenyző         | Versenyszám            | 1. futam      | 1. futam      | 2. futam      | 2. futam      | Összesítés    | Összesítés    |
| Versenyző         | Versenyszám            | Idő           | Hely.         | Idő           | Hely.         | Idő           | Helyezés      |
| ----------------- | ---------------------- | ------------- | ------------- | ------------- | ------------- | ------------- | ------------- |
| Luc Alphand       | Lesiklás               |               |               |               |               | nem ért célba | nem ért célba |
| Luc Alphand       | Szuperóriás-műlesiklás |               |               |               |               | 1:42,27       | 7.            |
| Didier Bouvet     | Műlesiklás             | 53,34         | 17.           | nem ért célba | nem ért célba | kiesett       | kiesett       |
| Jean-Luc Crétier  | Műlesiklás             | kizárták      | kizárták      | kiesett       | kiesett       | kiesett       | kiesett       |
| Alain Feutrier    | Óriás-műlesiklás       | nem ért célba | nem ért célba | kiesett       | kiesett       | kiesett       | kiesett       |
| Christian Gaidet  | Műlesiklás             | 54,23         | 21.           | nem ért célba | nem ért célba | kiesett       | kiesett       |
| Christian Gaidet  | Óriás-műlesiklás       | 1:07,59       | 23.           | 1:04,08       | 16.           | 2:11,67       | 18.           |
| Franck Piccard    | Lesiklás               |               |               |               |               | 2:01,24       |               |
| Franck Piccard    | Szuperóriás-műlesiklás |               |               |               |               | 1:39,66       |               |
| Christophe Plé    | Lesiklás               |               |               |               |               | 2:04,78       | 25.           |
| Yves Tavernier    | Műlesiklás             | 55,39         | 27.*          | nem indult    | nem indult    | kiesett       | kiesett       |
| Yves Tavernier    | Óriás-műlesiklás       | 1:07,44       | 20.           | 1:04,77       | 25.           | 2:12,21       | 24.           |
| Yves Tavernier    | Szuperóriás-műlesiklás |               |               |               |               | 1:44,88       | 20.*          |
| Philippe Verneret | Lesiklás               |               |               |               |               | kizárták      | kizárták      |
| Philippe Verneret | Szuperóriás-műlesiklás |               |               |               |               | nem ért célba | nem ért célba |

| Versenyző        | Versenyszám | Lesiklás | Lesiklás | Lesiklás | Műlesiklás    | Műlesiklás    | Műlesiklás | Műlesiklás | Műlesiklás | Műlesiklás | Műlesiklás | Összesítés | Összesítés |
| Versenyző        | Versenyszám | Lesiklás | Lesiklás | Lesiklás | 1. futam      | 1. futam      | 2. futam   | 2. futam   | Össz.      | Össz.      | Össz.      | Összesítés | Összesítés |
| Versenyző        | Versenyszám | Idő      | Pont     | Hely.    | Idő           | Hely.         | Idő        | Hely.      | Idő        | Pont       | Hely.      | Pont       | Helyezés   |
| ---------------- | ----------- | -------- | -------- | -------- | ------------- | ------------- | ---------- | ---------- | ---------- | ---------- | ---------- | ---------- | ---------- |
| Luc Alphand      | Összetett   | 1:49,60  | 29,80    | 13.      | 45,27         | 12.           | 43,20      | 9.*        | 1:28,47    | 27,93      | 10.        | 57,73      | 4.         |
| Jean-Luc Crétier | Összetett   | 1:50,04  | 34,66    | 14.      | 44,62         | 10.           | 43,90      | 12.        | 1:28,52    | 28,32      | 11.        | 62,98      | 6.         |
| Franck Piccard   | Összetett   | 1:47,38  | 5,30     | 2.       | nem ért célba | nem ért célba | kiesett    | kiesett    | kiesett    | kiesett    | kiesett    | kiesett    | kiesett    |
| Christophe Plé   | Összetett   | 1:49,06  | 23,84    | 6.       | 47,68         | 20.           | 47,30      | 19.        | 1:34,98    | 79,28      | 18.        | 103,12     | 12.        |

Női
| Versenyző                | Versenyszám            | 1. futam      | 1. futam      | 2. futam      | 2. futam      | Összesítés    | Összesítés    |
| Versenyző                | Versenyszám            | Idő           | Hely.         | Idő           | Hely.         | Idő           | Helyezés      |
| ------------------------ | ---------------------- | ------------- | ------------- | ------------- | ------------- | ------------- | ------------- |
| Patricia Chauvet-Blanc   | Műlesiklás             | 51,48         | 19.           | 51,31         | 15.           | 1:42,79       | 14.           |
| Cathy Chedal             | Szuperóriás-műlesiklás |               |               |               |               | nem ért célba | nem ért célba |
| Claudine Emonet          | Lesiklás               |               |               |               |               | 1:28,36       | 17.           |
| Claudine Emonet          | Szuperóriás-műlesiklás |               |               |               |               | 1:22,05       | 22.           |
| Pascaline Freiher        | Műlesiklás             | 51,37         | 18.           | nem ért célba | nem ért célba | kiesett       | kiesett       |
| Christelle Guignard      | Műlesiklás             | nem ért célba | nem ért célba | kiesett       | kiesett       | kiesett       | kiesett       |
| Christelle Guignard      | Óriás-műlesiklás       | 1:00,90       | 9.            | 1:08,56       | 10.           | 2:09,46       | 10.           |
| Carole Merle             | Lesiklás               |               |               |               |               | 1:27,53       | 12.           |
| Carole Merle             | Óriás-műlesiklás       | 1:01,30       | 14.           | 1:08,06       | 8.            | 2:09,36       | 9.            |
| Carole Merle             | Szuperóriás-műlesiklás |               |               |               |               | 1:21,01       | 12.           |
| Catherine Quittet        | Óriás-műlesiklás       | 1:01,11       | 12.           | 1:07,73       | 7.            | 2:08,84       | 8.            |
| Catherine Quittet        | Szuperóriás-műlesiklás |               |               |               |               | 1:21,48       | 16.           |
| Dorota Tłalka-Mogore     | Műlesiklás             | 50,28         | 8.            | 49,58         | 8.            | 1:39,86       | 8.            |
| Małgorzata Tłalka-Mogore | Óriás-műlesiklás       | 1:03,01       | 27.           | 1:11,38       | 23.           | 2:14,39       | 19.           |

| Versenyző         | Versenyszám | Lesiklás      | Lesiklás      | Lesiklás      | Műlesiklás | Műlesiklás | Műlesiklás | Műlesiklás | Műlesiklás | Műlesiklás | Műlesiklás | Összesítés | Összesítés |
| Versenyző         | Versenyszám | Lesiklás      | Lesiklás      | Lesiklás      | 1. futam   | 1. futam   | 2. futam   | 2. futam   | Össz.      | Össz.      | Össz.      | Összesítés | Összesítés |
| Versenyző         | Versenyszám | Idő           | Pont          | Hely.         | Idő        | Hely.      | Idő        | Hely.      | Idő        | Pont       | Hely.      | Pont       | Helyezés   |
| ----------------- | ----------- | ------------- | ------------- | ------------- | ---------- | ---------- | ---------- | ---------- | ---------- | ---------- | ---------- | ---------- | ---------- |
| Claudine Emonet   | Összetett   | nem ért célba | nem ért célba | nem ért célba | kiesett    | kiesett    | kiesett    | kiesett    | kiesett    | kiesett    | kiesett    | kiesett    | kiesett    |
| Pascaline Freiher | Összetett   | 1:24,18       | 119,14        | 29.           | 42,16      | 10.        | 42,50      | 3.         | 1:24,66    | 32,79      | 6.         | 151,93     | 22.        |
| Carole Merle      | Összetett   | 1:16,46       | 0,00          | 1.            | kizárták   | kizárták   | kiesett    | kiesett    | kiesett    | kiesett    | kiesett    | kiesett    | kiesett    |

* - egy másik csapattal azonos eredményt ért el

## Biatlon
| Versenyző                                                    | Versenyszám      | Lövőhiba | Időeredmény | Helyezés |
| ------------------------------------------------------------ | ---------------- | -------- | ----------- | -------- |
| Xavier Blond                                                 | 10 km sprint     | 3        | 28:36,6     | 56.      |
| Éric Claudon                                                 | 20 km egyéni     | 6        | 1:04:16,8   | 45.      |
| Christian Dumont                                             | 10 km sprint     | 2        | 28:20,3     | 51.      |
| Hervé Flandin                                                | 10 km sprint     | 4        | 28:21,4     | 52.      |
| Hervé Flandin                                                | 20 km egyéni     | 7        | 1:06:50,9   | 56.      |
| Thierry Gerbier                                              | 20 km egyéni     | 6        | 1:03:51,7   | 41.      |
| Jean-Paul Giachino                                           | 20 km egyéni     | 3        | 1:00:43,7   | 18.      |
| Francis Mougel                                               | 10 km sprint     | 3        | 27:34,9     | 32.      |
| Éric Claudon Jean-Paul Giachino Hervé Flandin Francis Mougel | 4 × 7,5 km váltó | 6        | 1:30:22,8   | 10.      |

## Északi összetett
| Versenyző                                    | Versenyszám | Síugrás | Síugrás | Síugrás    | Sífutás       | Sífutás       | Összesítés | Összesítés |
| Versenyző                                    | Versenyszám | Pont    | Hely.   | Időhátrány | Idő           | Hely.         | Idő        | Helyezés   |
| -------------------------------------------- | ----------- | ------- | ------- | ---------- | ------------- | ------------- | ---------- | ---------- |
| Jean-Pierre Bohard                           | Egyéni      | 183,2   | 35.     | +5:02,0    | 41:33,9       | 34.           | 46:35,9    | 39.        |
| Xavier Girard                                | Egyéni      | 193,9   | 27.     | +3:50,7    | 41:00,2       | 27.           | 44:50,9    | 32.        |
| Fabrice Guy                                  | Egyéni      | 192,1   | 29.     | +4:02,7    | 39:19,7       | 13.           | 43:22,4    | 20.        |
| Francis Reppelin                             | Egyéni      | 159,9   | 42.     | +7:37,4    | nem ért célba | nem ért célba | kiesett    | kiesett    |
| Jean-Pierre Bohard Xavier Girard Fabrice Guy | Csapat      | 541,0   | 8.      | +7:24,0    | 1:19:45,4     | 5.            | 1:27:09,4  | 8.         |

## Gyorskorcsolya
Férfi
| Versenyző        | Versenyszám | Eredmény | Helyezés |
| ---------------- | ----------- | -------- | -------- |
| Claude Nicouleau | 500 m       | 38,63    | 31.      |
| Claude Nicouleau | 1000 m      | 1:17,91  | 33.      |
| Hans van Helden  | 500 m       | 39,05    | 33.      |
| Hans van Helden  | 1000 m      | 1:16,32  | 29.      |
| Hans van Helden  | 1500 m      | 1:55,61  | 19.      |
| Hans van Helden  | 5000 m      | 6:57,69  | 22.      |
| Hans van Helden  | 10 000 m    | 14:34,84 | 23.      |

Női
| Versenyző               | Versenyszám | Eredmény | Helyezés |
| ----------------------- | ----------- | -------- | -------- |
| Stéphanie Dumont        | 500 m       | 43,30    | 29.      |
| Stéphanie Dumont        | 1500 m      | 2:13,01  | 27.      |
| Stéphanie Dumont        | 3000 m      | 4:38,03  | 27.      |
| Stéphanie Dumont        | 5000 m      | 8:00,40  | 25.      |
| Marie-France van Helden | 500 m       | 42,49    | 27.      |
| Marie-France van Helden | 3000 m      | 4:32,34  | 24.      |

## Jégkorong
| Francia férfi jégkorongcsapat-játékoskeret                                                                                         | Francia férfi jégkorongcsapat-játékoskeret | Francia férfi jégkorongcsapat-játékoskeret                                                                |
| --- | --- | --- |
| - Peter Almasy - Paulin Bordeleau - Stéphane Botteri - Philippe Bozon - Jean Marc Djian - Guy Dupuis - Patrick Foliot - Derek Haas | - Michel Leblanc - Jean Philippe Lemoine - Jean Christophe Lerondeau - Stéphane Lessard - François Ouimet - Franck Pajonkowski - Andre Peloffy - Denis Perez | - Christian Pouget - Pierre Pousse - Antoine Richer - Pierre Schmitt - Christophe Ville - Steven Woodburn |

### Eredmények
A csoport
| Csapat        | M | Gy | D | V | G+ | G– | Gk  | P |
| ------------- | - | -- | - | - | -- | -- | --- | - |
| Finnország    | 5 | 3  | 1 | 1 | 22 | 8  | +14 | 7 |
| Svédország    | 5 | 2  | 3 | 0 | 23 | 10 | +13 | 7 |
| Kanada        | 5 | 3  | 1 | 1 | 18 | 13 | +5  | 7 |
| Svájc         | 5 | 3  | 0 | 2 | 19 | 10 | +9  | 6 |
| Lengyelország | 5 | 0  | 1 | 4 | 3  | 13 | –10 | 1 |
| Franciaország | 5 | 0  | 0 | 5 | 10 | 41 | –31 | 0 |

| 1988. február 14. | Svédország (SWE) | 13 – 2 (1–1, 9–1, 3–0) | Franciaország | Calgary |

|  |  |  |  |  |
|  |  |  |  |  |
|  |  |  |  |  |
|  |  |  |  |  |

| 1988. február 16. | Finnország (FIN) | 10 – 1 (4–0, 4–0, 2–1) | Franciaország | Calgary |

|  |  |  |  |  |
|  |  |  |  |  |
|  |  |  |  |  |
|  |  |  |  |  |

| 1988. február 18. | Lengyelország (POL) | 6 – 2 (1–0, 1–0, 4–2) | Franciaország | Calgary |

|  |  |  |  |  |
|  |  |  |  |  |
|  |  |  |  |  |
|  |  |  |  |  |

- Doppingvétség miatt a mérkőzést Franciaország javára írták jóvá 2–0-s eredménnyel, de a francia csapat nem kapott pontot.

| 1988. február 20. | Kanada (CAN) | 9 – 5 (7–3, 0–1, 2–1) | Franciaország | Calgary |

|  |  |  |  |  |
|  |  |  |  |  |
|  |  |  |  |  |
|  |  |  |  |  |

| 1988. február 22. | Svájc (SUI) | 9 – 0 (1–0, 3–0, 5–0) | Franciaország | Calgary |

|  |  |  |  |  |
|  |  |  |  |  |
|  |  |  |  |  |
|  |  |  |  |  |

A 11. helyért
| 1988. február 23. | Franciaország (FRA) | 7 – 6 (0–2, 3–3, 3–1, 1–0) | Norvégia | Calgary |

|  |  |  |  |  |
|  |  |  |  |  |
|  |  |  |  |  |
|  |  |  |  |  |

| Csapat        | Helyezés |
| ------------- | -------- |
| Franciaország | 11.      |

## Műkorcsolya
| Versenyző      | Versenyszám  | Kötelező elemek   | Kötelező elemek | Kötelező elemek | Rövid program     | Rövid program | Rövid program | Kűr               | Kűr   | Kűr         | Összesítés         | Összesítés |
| Versenyző      | Versenyszám  | Több. hely. száma | Hely.           | Hely. pont.     | Több. hely. száma | Hely.         | Hely. pont.   | Több. hely. száma | Hely. | Hely. pont. | Helyezési pontszám | Helyezés   |
| -------------- | ------------ | ----------------- | --------------- | --------------- | ----------------- | ------------- | ------------- | ----------------- | ----- | ----------- | ------------------ | ---------- |
| Axel Médéric   | Férfi egyéni | 6×14+             | 13.             | 7,8             | 6×13+             | 14.           | 5,6           | 5×17+             | 17.   | 17,0        | 30,4               | 15.        |
| Agnès Gosselin | Női egyéni   | 6×14+             | 13.             | 7,8             | 5×19+             | 21.           | 8,4           | 8×19+             | 18.   | 18,0        | 34,2               | 16.        |

| Versenyző                         | Versenyszám | Kötelező elemek   | Kötelező elemek | Kötelező elemek | Rövid program     | Rövid program | Rövid program | Kűr               | Kűr   | Kűr         | Összesítés         | Összesítés |
| Versenyző                         | Versenyszám | Több. hely. száma | Hely.           | Hely. pont.     | Több. hely. száma | Hely.         | Hely. pont.   | Több. hely. száma | Hely. | Hely. pont. | Helyezési pontszám | Helyezés   |
| --------------------------------- | ----------- | ----------------- | --------------- | --------------- | ----------------- | ------------- | ------------- | ----------------- | ----- | ----------- | ------------------ | ---------- |
| Isabelle Duchesnay Paul Duchesnay | Jégtánc     | 8×9+              | 8.              | 3,2             | 5×8+              | 8.            | 4,8           | 5×8+              | 8.    | 8,0         | 16,0               | 8.         |
| Corinne Paliard Didier Courtois   | Jégtánc     | 7×15+             | 15.             | 6,0             | 5×14+             | 14.           | 8,4           | 7×14+             | 14.   | 14,0        | 28,6               | 14.        |

## Sífutás
Férfi
| Versenyző                                                    | Versenyszám     | Eredmény      | Helyezés      |
| ------------------------------------------------------------ | --------------- | ------------- | ------------- |
| Guy Balland                                                  | 15 km           | 46:36,9       | 48.           |
| Guy Balland                                                  | 30 km           | 1:30:20,4     | 24.           |
| Guy Balland                                                  | 50 km           | 2:11:58,7     | 24.           |
| Dominique Locatelli                                          | 30 km           | 1:35:40,0     | 50.           |
| Dominique Locatelli                                          | 50 km           | 2:13:56,8     | 37.           |
| Claude Pierrat                                               | 15 km           | 47:54,3       | 56.           |
| Claude Pierrat                                               | 30 km           | 1:34:15,6     | 43.           |
| Claude Pierrat                                               | 50 km           | 2:09:54,9     | 17.           |
| Patrick Remy                                                 | 15 km           | 45:45,3       | 37.           |
| Patrick Remy                                                 | 30 km           | 1:40:24,5     | 68.           |
| Jean-Luc Thomas                                              | 15 km           | 44:26,5       | 26.           |
| Jean-Luc Thomas                                              | 50 km           | nem ért célba | nem ért célba |
| Patrick Remy Jean-Luc Thomas Dominique Locatelli Guy Balland | 4 × 10 km váltó | 1:49:15,9     | 11.           |

## Síugrás
| Versenyző       | Versenyszám | 1. ugrás | 1. ugrás | 2. ugrás | 2. ugrás | Összesítés | Összesítés |
| Versenyző       | Versenyszám | Pont     | Hely.    | Pont     | Hely.    | Pont       | Helyezés   |
| --------------- | ----------- | -------- | -------- | -------- | -------- | ---------- | ---------- |
| Frédéric Berger | Normálsánc  | 80,6     | 50.      | 83,9     | 40.      | 164,5      | 49.        |
| Didier Mollard  | Normálsánc  | 89,5     | 36.      | 84,8     | 39.      | 174,3      | 34.*       |
| Didier Mollard  | Nagysánc    | 101,1    | 13.      | 76,5     | 35.      | 177,6      | 25.*       |

* - egy másik versenyzővel azonos eredményt ért el

## Szánkó
| Versenyző       | Versenyszám | 1. futam | 1. futam | 2. futam | 2. futam | 3. futam | 3. futam | 4. futam | 4. futam | Összesítés | Összesítés |
| Versenyző       | Versenyszám | Idő      | Hely.    | Idő      | Hely.    | Idő      | Hely.    | Idő      | Hely.    | Idő        | Helyezés   |
| --------------- | ----------- | -------- | -------- | -------- | -------- | -------- | -------- | -------- | -------- | ---------- | ---------- |
| Laurence Bonici | Női egyes   | 48,436   | 22.      | 48,790   | 22.      | 48,692   | 21.      | 48,488   | 22.      | 3:14,406   | 22.        |